# Bruce Ricker
Bruce Ricker (* 10. Oktober 1942 auf Staten Island, New York; † 13. Mai 2011 in Cambridge, Massachusetts) war ein US-amerikanischer Dokumentarfilmer und Filmproduzent.

## Leben und Wirken
Bruce Ricker besuchte das City College of New York ursprünglich mit dem Ziel Schriftsteller zu werden. Er besuchte die Jazzclubs der Stadt wie das Birdland, The Five Spot und das Half-Note und hörte dort Jazzgrößen wie Tito Puente, John Coltrane und Thelonious Monk. Nach seiner Graduierung 1965 war er für drei Jahre als Polizeianwärter beim New York City Police Department beschäftigt. Es folgten Tätigkeiten als Talentscout, Sozialarbeiter und ein Abend-Studium an der Brooklyn Law School. Daneben arbeitete er für das Literaturmagazin The Provincetown Review. Er setzte seine Studien an der University of Missouri in Kansas City fort, wo einen Jura-Abschluss (Graduate Law Degree in Urban Studies) erwarb, kurz an der Universität lehrte und ab 1971 als Rechtsanwalt in Kansas City tätig wurde.
Um 1973/1974 lernte er Jay McShann und andere Veteranen des Kansas-City-Jazz der 1930er Jahre  kennen. Mit McShann´s Unterstützung er 1974/75 an seinem ersten Dokumentarfilm The Last of the Blue Devils – The Kansas City Jazz Story arbeitete, den er 1979 in New York City fertigstellen konnte. Im Film kommen auch unter anderem Count Basie und Big Joe Turner zu Wort. Der Film lief auf zahlreichen Filmfestivals und machte Ricker landesweit bekannt. 1980 begann er in Zusammenarbeit mit Charlotte Zwerin an der Realisierung eines weiteren Musik-Dokumentarfilms, Thelonious Monk – Straight No Chaser, der 1988 mit Hilfe von Clint Eastwood fertiggestellte werden konnte. 1982 gründete Ricker das Unternehmen Rhapsody Films, das sich auf Produktion und Vertrieb von Jazz- und Bluesfilmen spezialisierte, und produzierte Filmdokumentationen über Bill Evans, Sun Ra, Charles Mingus und Coleman Hawkins.
1987 begann Rickers Zusammenarbeit mit Clint Eastwood, mit dem er bei dessen Charlie-Parker-Filmbiografie Bird kooperierte. Es folgten Filmprojekte, wie die Dokumentationen über Tony Bennett, Budd Boetticher; er fungierte außerdem als musikalischer Berater bei dem Eastwood-Spielfilmen  The Bridges of Madison County (1995) und Mystic River (2003). Er produzierte auch 1997 das TV-Special Eastwood After Hours: Live at Carnegie Hall über Clint Eastwood. Ein Jahr vor seinem Tod stellte Ricker ein Filmporträt über Dave Brubeck (In His Own Sweet Way) fertig.
Ricker lebte in Cambridge, Massachusetts und in New York City, New York. Er verstarb am 13. Mai 2011 an einer Lungenentzündung.

## Filmografie (Auswahl)
- 1980: The Last of the Blue Devils (Produktion, Regie)
- 1988: Thelonious Monk: Straight, No Chaser (Koproduktion)
- 1997: Eastwood After Hours: Live at Carnegie Hall (Produktion, Regie)
- 1998: Jim Hall: A Life in Progress (Regie)
- 2000: American Masters – Clint Eastwood: Out of the Shadows (Produktion, Regie)
- 2003: The Blues (2 Episoden, Produktion)
- 2005: Budd Boetticher: A Man Can Do That (Produktion, Regie)
- 2005: Budd Boetticher: An American Original (Produktion)
- 2007: Tony Bennett: The Music Never Ends (Produktion, Regie)
- 2009: Johnny Mercer: The Dream's on Me (Regie)